# Siamón (príncipe)
| i | mn · n | G39 | Z1 |

| i | mn · n | G39 | Z1 |

Siamón fue un príncipe del Antiguo Egipto durante la dinastía XVIII. Su nombre significa "Hijo de Amón".
Era el hijo del faraón Amosis I y de la reina Ahmose-Nefertari. Sin embargo, otros investigadores como Gauthier consideran que Siamón podría haber sido el hijo muerto de Amenofis I.
Su momia fue encontrada en el escondrijo de Deir el-Bahari (DB320) y ahora se encuentra en el Museo Egipcio de El Cairo.